# Los anticuarios
Los anticuarios es una novela del escritor argentino Pablo De Santis publicada en el año 2010, en el que realiza una revisión del tema del vampirismo.
Los vampiros de la novela, llamados anticuarios, son seres humanos de gran longevidad, que pueden sobrevivir indefinidamente a menos que sufran una muerte violenta, alimentándose de sangre o de un elixir sustitutivo. Pueden proyectar sobre la mente una ilusión o carmen, un hechizo que les permite hacerse pasar por los difuntos queridos de sus víctimas o rememorar las escenas de su muerte.
Como efectos secundarios de su transformación, los anticuarios son sensibles a la luz del sol, aunque pueden moverse durante el día, desarrollan un ansia de sangre que se convierte en un ansia peligrosa en sus seres queridos y desarrollan una obsesión por el coleccionismo de diversos objetos: libros, monedas, muñecas, plantas...de ahí su nombre de anticuarios.

## Sinopsis
Durante la década de 1950 el joven Santiago Lebrón se gana la vida en Buenos Aires reparando máquinas de escribir en un periódico, y tras la muerte de uno de los periodistas, ocupará su lugar encargándose de la sección de crucigramas y fenómenos paranormales, y terminará trabajando para el Ministerio de lo Oculto.
En una de sus investigaciones, Santiago descubre la existencia de los anticuarios, unas criaturas inmortales perseguidas por una sociedad secreta, y debido a su intervención, quedará contaminado por uno de ellos, el librero Carlos Calisser.
Durante un tiempo Santiago convive con los anticuarios, intenta sobrevivir por su cuenta, pero termina regresando junto a su mentor. Al mismo tiempo, su antiguo conocido el doctor Balacco y sus secuaces, continúan con la persecución de los anticuarios.